# Аккредитация высшего учебного заведения
Аккредита́ция вы́сшего уче́бного заведе́ния — процедура признания качества деятельности образовательной организации или образовательной программы в соответствии с установленными стандартами.
Аккредитация в образовании — «формальное общественное признание, имеющее отношение к качеству учреждения или программы, основанное на регулярном оценивании и согласованных стандартах» (CRE — Совет ректоров Европы, 2001).
Аккредитация проводится в отношении образовательной организации в целом (институциональная аккредитация) или в отношении отдельных образовательных программ (программная/специализированная аккредитация).
Спецификой аккредитации в высшем образовании России является множественность ее видов: государственная аккредитация, общественная аккредитация, профессионально-общественная аккредитация, международная аккредитация, совместная международная аккредитация.

## Виды

### Государственная аккредитация
Государственная аккредитация — это процедура подтверждения соответствия образовательной деятельности по основным образовательным программам профессионального образования на соответствие требованиям федерального государственного образовательного стандарта (ФГОС). Государственная аккредитация рассматривается как государственная услуга и проводится федеральным государственным органом, исполняющим функции по контролю и надзору в сфере образования (Федеральной службой по надзору в сфере образования и науки). Государственная аккредитация носит заявительный характер, но является обязательной для всех образовательных организаций, имеющих государственную аккредитацию. Результатом прохождения государственной аккредитации является выдача образовательной организации свидетельства о государственной аккредитации сроком на 6 лет. В случае выявление нарушений (отклонений) от требований ФГОС, Рособрнадзор имеет право выдачи предписаний, проведения внепланового федерального государственного контроля качества образования, а также на приостановление или отказ в государственной аккредитации. Этот факт доводится до сведения учредителя, региональных органов исполнительной власти и органов прокуратуры.
Государственная аккредитация учреждений образования была впервые прописана в Федеральном законе «Об образовании» в 1992 году. Россия была одной из первых стран в европейской части континента, которая ввела аккредитацию образовательных учреждений и разработала собственную технологию оценки качества образования, основываясь на опыте США. В структуре Комитета по высшей школе Миннауки Российской Федерации (далее — Государственный комитет Российской Федерации по высшему образованию, Министерство образования РФ) на базе Государственного центра аккредитации и аттестации Государственного комитета РСФСР по делам науки и высшей школы было создано Управление лицензирования, аккредитации и нострификации (начальник Управления Кушель А. А.). Первое аккредитационное агентство — Национальное агентство в сфере образования (Росаккредагентство) — было создано 18 апреля 1995 года в г. Йошкар-Ола Приказом Госкомитета по высшей школе.
Первый этап становления и развития системы аккредитации, с 1995 по 2004 год, сопровождался большой исследовательской и проектной работой. В начале 90-х годов в соответствии с законодательством система аккредитации формировалась как инструмент государственной регламентации деятельности вузов и имела институциональную форму, то есть в форме оценки деятельности вуза в целом и установления государственного аккредитационного статуса по типу (высшее учебное заведение) и виду (институт, академия, университет). Целью введения государственной аккредитации было сохранение единого образовательного пространства страны. В ее задачи входило: разработать технологию оценки, единую для всех вузов, независимо от формы собственности, территориального расположения, профильной специфики. Учитывая размеры страны и ограниченность ресурсов, разрабатывались методы оценки, основанные на современных информационных технологиях, в частности, технологии сбора, анализа и использование статистической информации о деятельности всех вузов России для определения критериев оценки, установленных на основе объективных данных. С этой целью в 1996 году был создан Центральный банк данных государственной аккредитации (ЦБД ГА), в который ежегодно все вузы России представляли информацию в определенном формате Модуля сбора данных.
Государственная аккредитация на первом этапе носила добровольный заявительный характер и имела важный для вуза мотивационный механизм: при прохождении государственной аккредитации вуз получал право на выдачу своим выпускникам диплома государственного образца и право пользования печатью с государственной символикой, студенты — право на отсрочку воинской службы. При прохождении государственной аккредитации вуз мог подтвердить, установить (для негосударственных вузов) или изменить свой государственный аккредитационный статус, например, из института стать академией или университетом при условии соответствия критериям аккредитации.
Государственная аккредитация наряду с процедурой сбора информации, которая сравнивалась с результатами других вузов и критериями аккредитации, включала также процедуру внешней экспертизы деятельности вуза: учебной, научной, воспитательной работы, квалификацию научно-педагогических кадров, достаточность учебных ресурсов, возможности продолжения образования. Для этого формировались экспертные комиссии в составе до 10 человек, представители федеральных и региональных органов управления образованием, других образовательных учреждений.
На втором этапе с 2004 по 2009 годы все более явное влияние на систему оценки высшего образования стал оказывать Болонский процесс. Россия присоединилась к Болонскому процессу в 2003 году, тем самым взяв на себя обязательства гармонизировать высшее образование (и систему гарантии его качества) в соответствии с принципами формирования Европейского образовательного пространства.
В 2005 году были введены механизмы прямого измерения успеваемости студентов (Федеральный интернет-экзамен в сфере профессионального образования) и обратной связи (интернет-анкетирование студентов). Принцип информационной открытости получил реализацию в создании интернет-ресурсов для общественности и абитуриентов, периодических изданий, посвященных вопросам качества образования (например, журнал «Аккредитация в образовании»), и в проведении широких консультаций и семинаров для академической общественности. С 2006 года начал формироваться институт экспертной оценки как система подготовки и сопровождения экспертов, принимающих участие в аккредитации (Гильдия экспертов в сфере профессионального образования).
Процедуры государственной аккредитации были адаптированы в соответствии со Стандартами и рекомендациями для гарантии качества в европейском пространстве высшего образования (ESG) для внутривузовских и внешних систем гарантии качества образования и аккредитационных агентств. Росаккредагентство прошло все необходимые процедуры самообследования и внешней международной экспертизы (2005—2008 г.г.), и в 2009 году получило статус полного члена Европейской Ассоциации гарантии качества высшего образования ENQA на 5 лет.
2010 год — начало третьего этапа государственной аккредитации, который связан с изменениями государственной образовательной политики, демографическими и экономическими причинами. Для государственной аккредитации были изменены цели (усиление контроля в сфере образования и защита от некачественного образования), технология (оценка отдельным экспертом каждой отдельной образовательной программы), принятие решения и последствия. Предметом оценки в процедуре государственной аккредитации в настоящее время является образовательная программа на соответствие требованиям федерального государственного образовательного стандарта, что изменило институциональную форму оценки на программную. Вуз уже не имеет возможности изменить статус при аккредитации — новый статус (категория) федерального, национального исследовательского университета устанавливается Правительством. Возросла ответственность за нарушения: факт не прохождения образовательной программой государственной аккредитации доводится до сведения учредителя и органов прокуратуры.

### Профессионально-общественная аккредитация
Профессионально-общественная аккредитация — это процедура оценки и признания качества образовательных программ профессионального образования на соответствие требованиям профессиональных стандартов и рынка труда, проводится профессиональными и общественными организациями на добровольной основе. Понятие общественной аккредитации появилось в Федеральном законе «Об образовании» 1992 года, ее могли проходить образовательные учреждения, но она не предполагала каких-либо обязательств со стороны государства. Первые аккредитационные агентства по общественной и профессионально-общественной аккредитации: Аккредитационный центр Ассоциации инженерного образования России (АЦ АИОР), создан в 2002 году на базе Томского политехнического университета; Агентство по контролю качества и развитию карьеры, создано в 2004 году на базе НОУ «Университет Синергия».
Мощным стимулом к развитию профессионально-общественной аккредитации стали появление Указа Президента РФ в мае 2009 года, содержащего прямое указание формирования и активизации процедур профессионально-общественной аккредитации, а также Указы Президента РФ 2012 года, конкретизирующие постановку такой задачи и стимулирующие создание независимых систем оценки для сфер социальных услуг: образования, здравоохранения, культуры и социальной защиты. В декабре 2012 года новый закон «Об образовании в Российской Федерации» ввел новые инструменты оценки качества образования, четко разграничив сферы ответственности государства и общественных структур. Активизировалась деятельность действующих в стране и появление новых аккредитационных агентств: в 2009 году создан Национальный центр профессионально-общественной аккредитации, 2010-м — два аккредитационных агентства Ассоциации юристов России и Ассоциации юридических вузов.
В отличие от государственной аккредитации задачей общественных механизмов оценки является повышение качества образования, стимулирование развития учреждений образования, признание их достижений на национальном и международном уровне.

### Общественная аккредитация
Общественная аккредитация в федеральном законе «Об образовании в Российской Федерации» прописана в статье 96 как возможность прохождения российскими вузами процедуры оценки и признания в иностранных, зарубежных и российских органах и организациях. Но она не получила должного развития, в связи с тем, что зарубежные (иностранные) агентства не проводят институциональную аккредитацию, только программную. Однако, таким образом, для вузов появилась возможность и потребность в прохождении международной и совместной аккредитации.

### Международная аккредитация
Международная аккредитация нашла отражение в Программах развития отдельных федеральных и национальных исследовательских вузов, утвержденных Постановлением Правительства РФ, а также в федеральных и национальных программах развития образования. Международная аккредитация рассматривается как процедура оценки и признания образовательных программ высшего образования на соответствие международным стандартам и международным правилам её проведения, утвержденным международной организацией (ассоциацией) и проводимой агентством, официально признанном такой международной организацией. Для стран-участниц Болонского процесса стандарты и правила прохождения аккредитации утверждены Конференцией министров образования в 2005 году (вторая версия — в 2015 году) в документе «Стандарты и рекомендации для гарантии качества в европейском пространстве высшего образования» ESG, который разработан Европейской ассоциацией гарантии качества в высшем образовании (ENQA), Европейской ассоциацией университетов (EUA), Европейской ассоциацией учреждений высшего образования (EURASHE), Ассоциацией Международное образование (EI), Европейской ассоциацией бизнес-структур (BUSINESS-EUROPE), Европейской ассоциацией студентов (ESU) и Европейским реестром гарантии качества (EQAR).
«ESG применимы ко всем вузам и агентствам гарантии качества в Европе, независимо от их структуры, функции, величины и страны, в которой они находятся. ESG не носят предписывающий характер и признают важность независимости вузов и агентств внутри национальных систем…», — отмечено в Аналитическом докладе «Европейское пространство высшего образования в 2015 году. Болонский процесс».
Реестр официально признанных аккредитационных агентств (Европейский реестр гарантии качества EQAR) создан в 2008 году по поручению Конференции министров. Декларация IV Болонского Политического форума содержит соглашение: «…мы [министры образования] определяем следующие приоритеты: …Развитие сотрудничества в гарантии качества с целью укрепления взаимного доверия между нашими системами образования и их квалификациями. Мы будем поощрять вступление агентств гарантии качества стран-участниц в Европейский реестр агентств гарантии качества (EQAR)». В 2015 году официальную регистрацию в EQAR прошли Национальный центр профессионально-общественной аккредитации и Агентство по контролю и развитию карьеры.
В 2018 году по поручению Конференции министров EQAR создал и ведёт Базу данных аккредитованных вузов и программ — DEQAR, которые прошли аккредитацию по международным стандартам и правилам в признанном EQAR аккредитационном агентстве, независимо от того, зарубежное оно или национальное. Об этом говорится в Парижском коммюнике (24- 25 мая, 2018 г.): «Мы приветствуем создание Базы данных результатов внешней гарантии качества (DEQAR) и будем способствовать её распространению». Целью создания DEQAR является, кроме всего прочего, повышение мобильности и упрощение признания периодов обучения студентов, дипломов и квалификаций выпускников.

### Совместная аккредитация
В европейской практике развивается процедура аккредитации совместных программ (Joint programme), которая прописана в документе «Европейский подход по гарантии качества совместных программ», утвержденном также Конференцией министров в 2015 году в Ереване (Армения). Такая аккредитация предполагает прохождение совместными образовательными программами (реализуемыми вузами разных стран) единой процедуры аккредитации, согласованной и проводимой аккредитационным агентством, признанным EQAR, на соответствие европейским стандартам ESG и по европейским правилам. В России получила востребованность совместная международная аккредитация образовательных программ (Joint accreditation), которая проводится совместно двумя аккредитационными агентствами по согласованным международным стандартам, но решение по аккредитации принимается аккредитационными органами отдельно. Образовательные программы, успешно прошедшие такую аккредитацию получают два свидетельства об аккредитации.